# 시키시마역
시키시마역(일본어: 敷島駅, しきしまえき)은 일본 군마현 시부카와시에 있는, 동일본 여객철도의 철도역이다. 조에쓰선이 지나간다.

## 역 구조
지상역으로, 승강장은 단식 1면 1선과 섬식 1면 2선 구조이다. 다만 중간에 있는 선로 하나는 보선 차량들의 주박용으로 쓰이고 있다. 양쪽 승강장은 과선교로 이어져 있다. 시부카와역이 관리하는 무인역으로 간이 개찰기에서 스이카 및 제휴 교통카드의 사용이 가능하다.

### 승강장
| 1 | ■ 조에쓰선 | 시부카와 · 다카사키 방면 |
| 2 | ■ 조에쓰선 | 누마타 · 미나카미 방면   |

## 역세권 정보
- 고모치 산 (子持山) 등산로 입구
- 시키시마 온천

## 역사
- 1924년 3월 31일 - 일본국유철도 조에쓰난 선의 역으로 개업했다.
- 1987년 4월 1일 - 민영화에 따라 동일본 여객철도의 소속이 되었다.
- 2009년 3월 14일 - 스이카의 사용이 가능해졌다.

## 인접역
| 동일본 여객철도 조에쓰선 | 동일본 여객철도 조에쓰선 | 동일본 여객철도 조에쓰선 |
| ------------------------ | ------------------------ | ------------------------ |
| 시부카와 다카사키 방면   | ■ 보통                   | 쓰쿠다 미나카미 방면     |